# Douglas A-20 Havoc
El Douglas DB-7/A-20 Havoc fue una familia de aviones de ataque, de reconocimiento, de bombarderos ligeros y cazas nocturnos fabricados por la Douglas Aircraft Company y usados por las Fuerzas Aéreas del Ejército de los Estados Unidos durante la Segunda Guerra Mundial; además sirvió con varias fuerzas aéreas aliadas, principalmente, en las de la Unión Soviética y Reino Unido. El DB-7 también fue utilizado por las Fuerzas Aéreas de Australia, Sudáfrica, Francia, y Países Bajos durante la guerra, y Brasil tras la misma. Los bombarderos fueron conocidos como Boston entre las fuerzas aéreas de los países miembros de la Commonwealth, mientras que el caza nocturno de la Real Fuerza Aérea británica fue conocido como Havoc. Las USAAF asignaron al DB-7 la designación A-20, y le dio el popular nombre de Havoc.

## Desarrollo
El diseño básico tuvo su origen en 1936, año en que la Douglas Aircraft Company comenzó a pensar en el desarrollo de un avión de ataque que pudiera reemplazar a los bombarderos ligeros monomotores que estaban en servicio en aquel momento. Donald Douglas, Jack Northrop y Ed Heinemann redactaron una propuesta para producir un bombardero ligero propulsado por dos motores radiales Pratt & Whitney R-985 Wasp Junior de 340 kW (450 hp). Se estimaba que podría cargar unos 450 kg (1000 lb) de bombas a 400 km/h (250 mph). Los informes sobre aeronaves de la guerra civil española indicaban que este diseño estaba seriamente falto de potencia, por lo que fue cancelado.
En el otoño del mismo año, el Cuerpo Aéreo del Ejército de los Estados Unidos emitió una especificación para un avión de ataque. El equipo de Douglas, en esta ocasión, liderado por Heinemann, rediseñó el Model 7A, aumentando la potencia de sus motores con los Pratt & Whitney R-1830 Twin Wasp de 820 kW (1100 hp), y fue designado como proyecto por la compañía como Model 7B. Este modelo entró en competición con el North American NA-40, el Stearman X-100 y el Martin 167F.

## Diseño

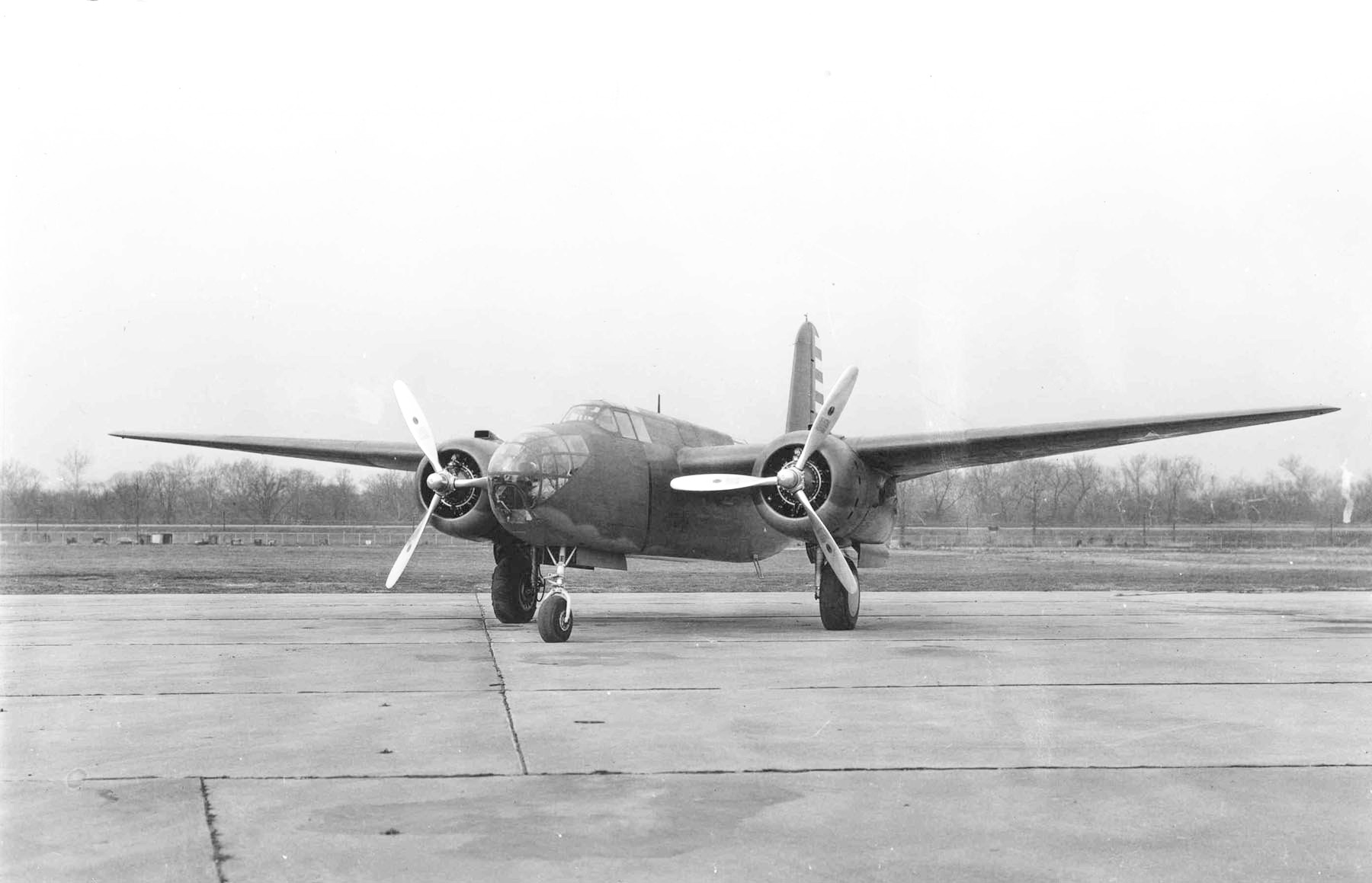
A-20A.

El avión tenía ala alta cantilever, la sección trasera del fuselaje sobreelevada y una unidad de cola convencional. El tren de aterrizaje era de tipo triciclo (modernísimo para la época); una característica particular de este modelo era la introducción de secciones de morro intercambiables que facilitarían la producción de variantes de ataque y de bombardeo. Realizó su vuelo inaugural el 26 de octubre de 1938, manifestando las características de un "pura sangre": era veloz, fácil de maniobrar y, de hecho, podía ser considerado como un "avión para pilotos".
La compañía advirtió inmediatamente las posibilidades de su nuevo modelo y lo ofreció al mercado de exportación, ya que en esa época el USAAC no necesitaba un avión de esas características.
El Model 7B atrajo la atención de una comisión de compras francesa que visitaba los Estados Unidos. Los franceses participaron discretamente en las pruebas de vuelo, para no atraer las críticas de los aislacionistas de los Estados Unidos, pero el secreto quedó desvelado cuando un 7B se estrelló el 23 de enero de 1939, mientras se hacía una demostración de vuelo en monomotor. A pesar del accidente, el producto impresionó a los franceses lo bastante como para pedir 100 aviones en febrero del mismo año. A pesar de que las prestaciones habían causado una impresión favorable, el avión necesitaba ciertas modificaciones.
Las modificaciones fueron tan extensas que inclusive la configuración básica del Model 7B cambió. El fuselaje fue profundizado, incrementando de esta manera su capacidad interna para bombas y combustible, y su sección transversal se hizo más estrecha; el ala pasó de su posición alta a una implantación media, se introdujo una pata oleoneumática más larga en el tren de aterrizaje delantero, y se instalaron blindajes de protección para la tripulación y depósitos de combustible, así como motores Twin Wasp de mayor potencia (1200 hp). A raíz de estas modificaciones, el avión fue redesignado DB-7 (Douglas Bomber); el prototipo de serie realizó su vuelo inaugural el 17 de agosto de 1939. A pesar de que Douglas se esforzó en terminar los primeros 100 ejemplares del modelo DB-7 para finales de 1939, los franceses tenían aproximadamente 60 en servicio en el momento del ataque alemán (mayo de 1940), y solamente doce aviones del 2e Groupement de Bombardement fueron utilizados contra las columnas blindadas alemanas el 31 de mayo de 1940.
Mientras Douglas estaba desarrollando el DB-7, recibió un pedido francés por una versión mejorada que pudiese operar con un peso bruto superior en un 25%, resultado de la introducción de equipo adicional. Este modelo fue equipado con motores Wright Cyclone de mayor potencia, situados en góndolas revisadas y denominado DB-7A. Además, puesto que el DB-7 había demostrado que la estabilidad direccional era casi marginal, se aumentó la superficie de la deriva y del timón de dirección, para adaptarlos a la mayor potencia de la planta motriz. Los DB-7 fueron enviados por barco en secciones a Casablanca, para ser ensamblados y entrar en servicio en Francia y en el Norte de África francesa. Antes del armisticio, fueron evacuados al norte de África para evitar su captura por las fuerzas alemanas. Permanecieron bajo el control de la Francia de Vichy, pero prácticamente no entraron en combate contra los aliados, con la excepción de breves acciones durante la Operación Torch. Tras situarse las fuerzas francesas del norte de África al lado de los aliados, los DB-7 franceses fueron usados como entrenadores, y sustituidos en el frente por unidades de B-26 Marauder. A comienzos de 1945, algunos DB-7 fueron enviados de vuelta a Francia, donde entraron en combate contra los restos de fuerzas alemanas aisladas en la costa oeste.
Al volverse inminente la derrota de Francia, se tomaron medidas para que el resto de los aviones pedidos por Francia, junto con un reducido número (16) encargado por los belgas, pasara a manos británicas. De este modo, unos 15 o 20 ejemplares del DB-7 entraron en servicio con la RAF; estos aviones fueron denominados Boston Mk I y fueron utilizados como entrenadores de conversión. El siguiente lote comprendía unos 125 DB-7 y en un principio recibieron la denominación Boston Mk II. Sin embargo, la capacidad de carga y la velocidad de estos aviones los hacía especialmente idóneos para ser convertidos en cazas nocturnos; en el invierno de 1940 los DB-7 fueron dotados de radar AI, blindaje adicional, ocho ametralladoras de 7,7 mm en el morro, sistemas apagallamas en los tubos de escape y fueron pintados de color negro mate.
No era el bombardero más rápido o el de mayor alcance de su clase, pero la serie Douglas DB-7 se distinguieron como aviones de combate con una reputación excelente gracias a su velocidad, maniobrabilidad, resistencia y fiabilidad. En el Establecimiento Experimental de Aviones y Armamento (AAEE) de la RAF, los pilotos de prueba lo resumieron como: 

"no tiene ningún vicio y es muy fácil su despegue y la toma en tierra... El avión representa una ventaja definida en el diseño de controles de vuelo... extremadamente agradable de volar y maniobrar”.

Los expilotos también lo consideraban entre sus aeronaves favoritas, por su capacidad de defensa en el aire. El verdadero impacto del bombardero fabricado por Douglas fue su papel como bombardero/caza nocturno, en el que demostró ser extremadamente adaptable, encontrando su rol en cada uno de los teatros de operaciones en los que participó, en los que se mostró como un avión de piloto.
Cuando finalizó la producción en serie del DB-7 el 20 de septiembre de 1944, un total de 7098 aparatos habían sido construidos por Douglas y además de otros 380 construidos por Boeing.

## Variantes

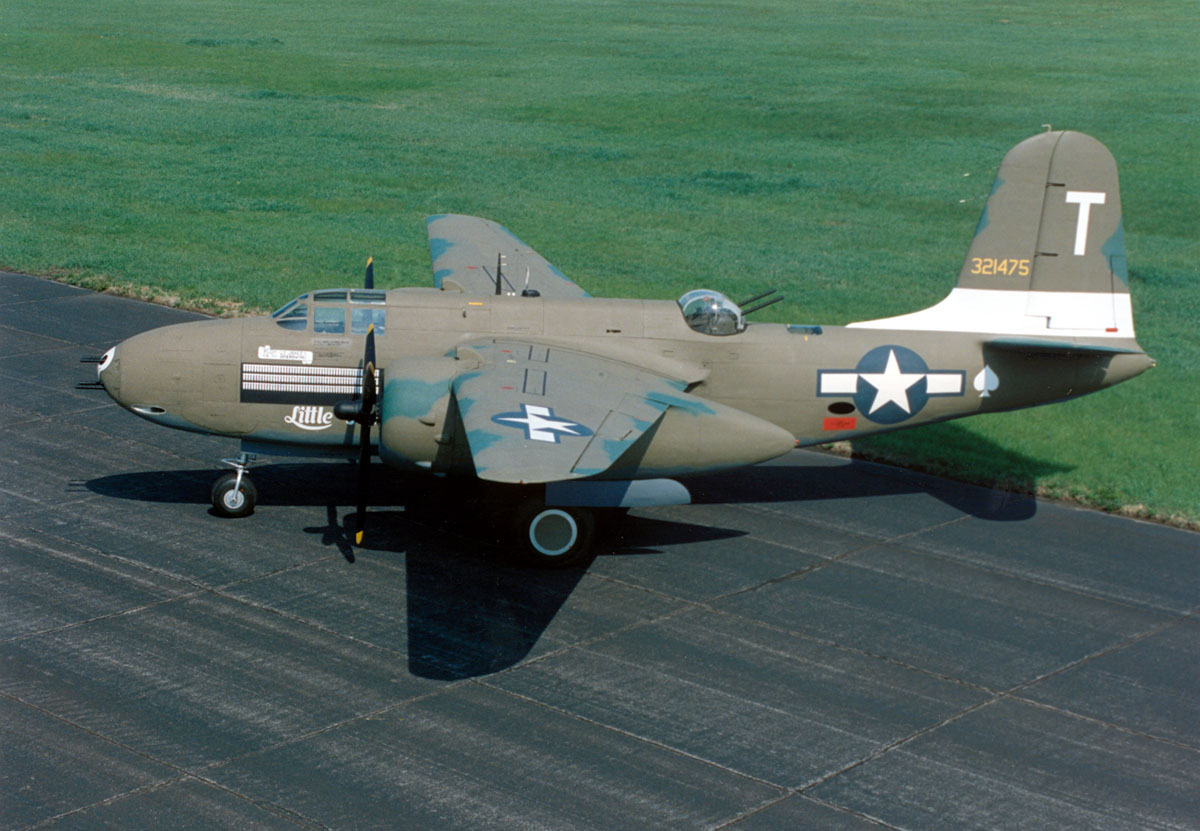
A-20G Havoc del USAAC.

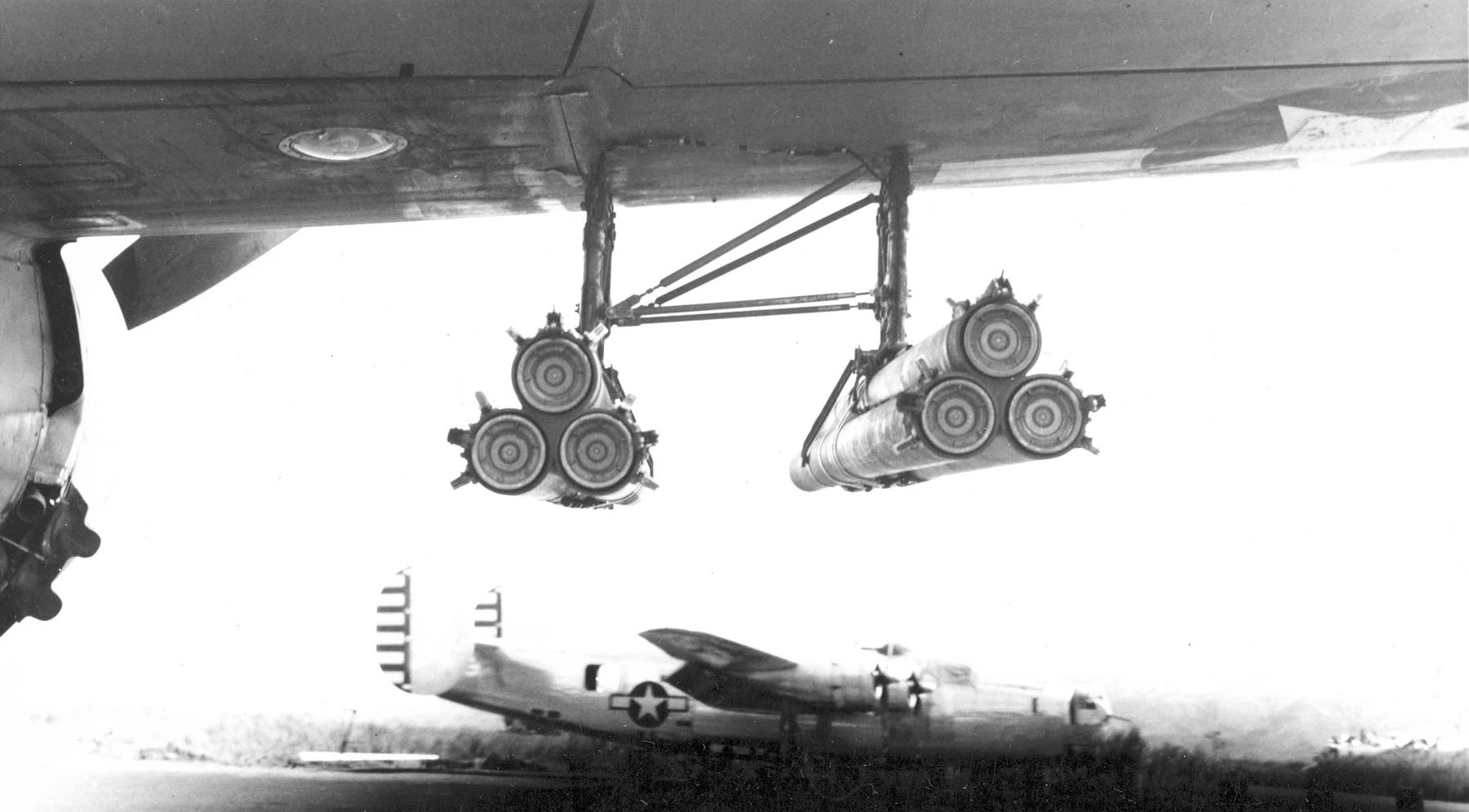
Lanzacohetes triple T30 de 114 mm.

Boston I & II
La RAF decidió adquirir los aparatos encargados por Francia que aún no habían sido terminados, los cuales entraron en servicio con el nombre de Boston "Mark I" o "II" según los motores que llevara.
Havoc I
Estas aeronaves no eran realmente las que necesitaba la RAF, ya que su alcance era demasiado limitado para usarlas en los ataques diurnos sobre Alemania. Muchos de los Boston Mk II fueron remotorizados como Mk I, para convertirlos a labores nocturnas con una capacidad de 1100 kg de bombas, o como caza nocturno con el radar AI Mk IV. Fueron conocidos como Havoc Mk I. Un total de 181 Boston fueron transformados en Havoc.
Havoc-Pandora
Veinte Havoc fueron transformados en aviones intrusos, para utilizar la conocida como Long Aerial Mine (LAM), una carga explosiva remolcada por un cable, que debía colocarse en el camino de los aviones enemigos, con la esperanza de que impactaran en ellos. En las pruebas realizadas con un Handley Page Harrow, que remolcó un LAM entre los bombarderos alemanes, no se tuvo éxito, por lo que el proyecto fue cancelado y los Havoc fueron devueltos a la versión Mk I.
Havoc I Turbinlite
31 Havoc fueron equipados con un proyector de 2700 millones de bujías (2,7 Gcd) en el morro. Estos aparatos debían iluminar objetivos para los cazas Hurricane a los que debían acompañar, pero en la práctica, sólo servían como un bonito objetivo brillante para los artilleros alemanes.
DB-7A/Havoc II
Francia ordenó otros 200 bombarderos, equipados con motores Wright R-2600-A5B de 1195 kW (1600 hp). Ninguno de ellos fue entregado antes de la caída de Francia, y sirvieron como cazas nocturnos en la RAF con el nombre de Havoc Mk II. Tenían una impresionante velocidad de 550 km/h (344 mph) en altitud. 39 de ellos fueron usados en el rol de Turbinlite.
DB-7B/Boston III
Los DB-7B fueron la primera serie encargados realmente por Gran Bretaña en febrero de 1940. Usaban los mismos motores que los DB-7A, con un mayor blindaje y sobre todo, con mayores depósitos de combustible, que eran necesarios para su uso por Gran Bretaña como bombarderos ligeros. Se les designó, como a la primera tanda, Boston, pero como los DB-7 requisados se incorporaron antes al servicio, se les conoció como Boston Mk III. Entre otras operaciones, tomaron parte en el ataque contra los buques alemanes Scharnhorst, Gneisenau y  Prinz Eugen durante su pase del Canal de la Mancha Operación Cerberus y en el ataque sobre Dieppe (Operación Jubilee). Fueron entregados 300 y, algunos fueron convertidos para su uso como intrusos y cazas nocturnos.
DB-73
Variante francesa muy similar al BD-7B, los cuales, en su mayoría, fueron entregados a Inglaterra como Boston Mk III. Algunos fueron fabricados bajo licencia por Boeing. Tras el ataque alemán contra la Unión Soviética y el Ataque a Pearl Harbor, algunos Boston fueron enviados a la URSS y otros fueron retenidos por las USAAF para su uso. 22 fueron enviados a la RAAF por los británicos.
DB-7C
Variante holandesa, encargada para servir en las Indias Orientales Neerlandesas, pero la invasión japonesa llegó antes de que el pedido fuera completado. Los aparatos fueron enviados a la Unión Soviética bajo la fórmula de Préstamo y Arriendo, por la que recibieron en total 3125 ejemplares de distintas variantes del DB-7. Estas aeronaves eran A-20C, conocidas como Boston IIIA.
A-20
El original estadounidense, sin grandes diferencias con el Model 7B, fue superado por las mejoras de franceses y británicos, y el USAAC ordenó dos modelos del A-20 para bombardeo a gran altitud, y el A-20A para bombardeo a baja altitud, ambos similares al DB-7B. El A-20 fue encargado con motores turbosobrealimentados Wright R-2600-7, pero estos eran demasiado grandes, y el prototipo tuvo problemas de temperatura, por lo que el resto de la serie fue entregada con motores R-2600-11 sobrealimentados, 59 de ellos como cazas P-70 y 3 como aviones de reconocimiento F-3 (descritos más adelante).
- Un A-20 fue evaluado por la Armada estadounidense como BD-1, mientras que el Cuerpo de Marines estadounidense operó 8 ejemplares, designados como BD-2.

A-20A
El USAAC ordenó 123 A-20A con motores R-2600-3, además de 20 ejemplares con los más potentes R-2600-11. Entraron en servicio en la primavera de 1941. Al Ejército le gustó el A-20A debido a su excelente desempeño y por no presentar características adversas en su manejo. Nueve de ellos fueron transferidos a Australia en 1943. El nombre británico "Havoc" fue asignado al A-20A.
A-20B
El A-20B recibió en primer gran encargo con 999 unidades para el USAAC. Guardaban más similitudes con el DB-7A que con el DB-7B, con un blindaje más ligero y el morro algo más inclinado. De hecho, 665 fueron exportados a la Unión Soviética, sólo unos pocos sirvieron con el USAAC.
A-20C
El A-20C fue un intento de estandarizar las versiones británicas y norteamericanas, producido desde 1941. Volvía al morro de cristal y portaba motores RF-2600-23, depósitos de combustible auxiliares y blindaje adicional. Estaban preparados para llevar torpedos externos de 900 kg (2000 lb). Un total de 948 aviones fueron construidos para Gran Bretaña y la Unión Soviética, aunque el USAAC retuvo algunos tras el ataque a Pearl Harbor. Los A-20 soviéticos fueron equipados en ocasiones con torretas diseñadas localmente.
A-20G
Entregados a partir de 1943, fue la serie más numerosa, con 2850 construidos. El morro de cristal fue sustituido por uno sólido que contenía cuatro cañones de 20 mm y dos ametralladoras Colt-Browning de 12,7 mm, haciendo que el avión fuera ligeramente más largo que las versiones previas. Tras la entrega de las 250 primeras unidades, los cañones se mostraron poco fiables, y fueron sustituidos por más ametralladoras. Algunos tenían un fuselaje algo más ancho, para acomodar una torreta eléctrica con armas. Algunos A-20G fueron entregados a la Unión Soviética. Usaban motores R-2600-23 de 1200 kW (1600 hp). Los A-20G del USAAC fueron usados para ataques a baja cota en el teatro de operaciones de Nueva Guinea.
A-20H
Los A-20H eran iguales a los A-20G, usaban los motores R-2600-29 de 1270 kW (1700 hp). 412 fueron construidos. Podían despegar con una carga máxima de 10 960 kg (24 700 lb).
ZB-20H
En 1948, el último A-20H superviviente en servicio en los Estados Unidos fue redesignado B-20 por la eliminación de la categoría "A de Ataque", y le fue asignado el prefijo "Z" por obsoleto.
A-20J/Boston IV
Los A-20J llevaba entre su tripulación un bombardero, situado en un morro extendido de vidrio acrílico. Estaban diseñados para liderar formaciones de bombarderos compuestas por A-20 estándar, que lanzarían sus bombas en el sitio designado por el líder. Fueron entregados un total de 450 aviones; 169 para la RAF, que los designó Boston Mk IV desde el verano de 1944.
A-20K/Boston V
Los A-20K (Boston Mk V en la RAF) fueron la versión final de producción de la serie A-20, eran iguales a los A-20J excepto por los motores R-2600-29.
P-70
En octubre de 1940, el USAAC sentía más necesidad de cazas de largo alcance que de bombarderos, por lo que algunos A-20 fueron transformados en los cazas nocturnos P-70 y P-70A. Estaban equipados con radares SCR-540 (copia del AI Mk IV británico), el morro de vidrio estaba pintado para reducir el brillo y ocultar los detalles del radar, y los cuatro cañones de 20 mm estaban colocados en la bodega de bombas ventral. Se produjeron algunas variantes del P-70 a partir de las variantes A-20C, G and J. El  P-70B-1 (convertido desde el A-20G) y posteriormente el P-70B-2 (convertido desde los A-20G y J), portaban un radar centimétrico estadounidense (SCR-720 o SCR-729). Los P-70 y P-70A entraron en combate únicamente en el Pacífico durante la Segunda Guerra Mundial, y sólo con el USAAC. Los P-70B-1 y P-70B-2 nunca participaron en combates, pero sirvieron como entrenadores de caza nocturna en los Estados Unidos, en Florida y en California. Todos los P-70 fueron retirados del servicio en 1945.
F-3A
Conversión de 46 unidades de las versiones A-20J y K para reconocimiento fotográfico nocturno. Esta variante fue empleada en el teatro de operaciones de Europa por la 155.ª Escuadrilla de Reconocimiento Fotográfico Nocturno, montado a partir de la 423 Escuadrilla de Cazas Nocturnos. Esta decisión se tomó al estar los miembros de la 423 Escuadrilla acostumbrados a las tácticas de defensa contra los aparatos alemanes en combate nocturno, a pesar de que se les había retirado el armamento. La tripulación se componía de piloto, observador y navegante. El primer avión aliado en aterrizar en Itazuke, Japón, tras la rendición de agosto de 1945, fue un F-3A.
DB-1
Un A-20A fue adquirido, en 1940, por la Armada de los Estados Unidos, para su evaluación de posible uso por el Cuerpo de Marines, que no dio prioridad al mismo, por lo que no llegó a ser puesto en servicio.
DB-2
En 1942, ocho aviones iguales al anterior modelo. Los A-20B fueron usados por la Armada estadounidense como remolcadores de blancos a alta velocidad. A pesar de la adición del equipo de remolque de blancos y de que se le retirara todo el armamento y la capacidad de llevar bombas, los aviones todavía fueron designados DB. Fueron retirados del servicio en 1946.
O-53
Versión de observación y reconocimiento, derivado del A-20B equipado con R-2600-7 de 1700 hp. La orden de 1489 aeronaves fue cancelada y ninguno fue construido.

## Operadores
Australia
- Real Fuerza Aérea Australiana

 Brasil
- Fuerza Aérea de Brasil

 Canadá
- Real Fuerza Aérea Canadiense

 Estados Unidos

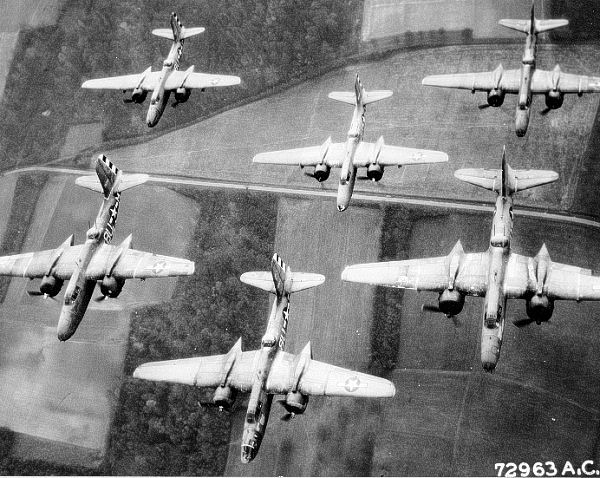
A-20 de la 410 Escuadrilla de las USAAF.

- Cuerpo Aéreo del Ejército de los Estados Unidos
- Fuerzas Aéreas del Ejército de los Estados Unidos
- Cuerpo de Marines de los Estados Unidos
- Armada de los Estados Unidos

 Francia
- Armée de l'air

 Japón
- Fuerza Aérea del Ejército Imperial de Japón: un pequeño número de aviones capturados en Java, a Holanda.

 Nueva Zelanda
- Real Fuerza Aérea de Nueva Zelanda

 Países Bajos
- Desplegados en las Indias Orientales Neerlandesas.

 Polonia
- Fuerza Aérea de Polonia en el exilio

 Unión Soviética
- Fuerza Aérea Soviética
- Aviación Naval Soviética

 Reino Unido
- Real Fuerza Aérea británica

 Sudáfrica
- Fuerza Aérea Sudafricana

## Supervivientes
DB-7B Boeing-Seattle.
- Boston III c/n 3839. AL907, ex-NEIAF "240", ex-RAAF A28-8, ex-No. 22 Squadron RAAF|22 Sq DU-J, RAAF Museum, Point Cook, Victoria Australia (en exposición).[5][6][7][8]

A-20A-DO Douglas-Santa Mónica.
- A-20A-DO Underwater Admiralty Sciences, Canadá (restos).

A-20C DO Douglas-Santa Mónica.
- A-20C-DO 41-19393,A ex-RAF Boston IIIa BZ501, ex-Fuerza Aérea Soviética 7.º ejército ruso del aire/114.º regimiento de bombardeo- estrellado el 2 de abril de 1944, Hunt Aircraft, Surrey, England (restos).[9]

A-20G-DO Douglas-Santa Mónica.
- A-20G-20-DO 42-86615, ex-5th AF/417th BG/675th BS, Museo de la RAAF Amberley, Australia (S).[10]
- A-20G-20-DO 42-86772, ex-5th AF/312th BG/387th BS, Museo de la RAAF Amberley, Australia (almacenado).
- A-20G-20-DO 42-86786, ex-5th AF/312th BG/388th BS, F Hell'n Pelican II, Museo Nacional de Papúa Nueva Guinea, Port Moresby, Papúa, Nueva Guinea (exposición).[11][12]
- A-20G-25-DO 43-9401, ex-5th AF/417th BG/672nd BS, museo de la RAAF Amberley, Australia (almacenado).[13]
- A-20G-25-DO 43-9436, ex-5th AF/3rd BG/89th BS, V Big Nig, Pacific Fighters Museum, Aeropuerto de Wangaratta, Wangaratta, Australia (almacenado).[14][15]
- A-20G-30-DO 43-9491, ex-5th AF/417th BG/672nd BS, museo de la RAAF (Real Fuerza Aérea Australiana) en Amberley, Australia (S).[16]
- A-20G-30-DO 43-9628, ex-5th AF/312th BG/388th BS, Lady Constance, (solo el fuselaje), Precision Aerospace, Hinckley, England (en restauración).[17]
- A-20G-30-DO 43-9629, ex-5th AF/417th BG/675th BS, E, Museo de la RAAF, Amberley, Australia (almacenado).[18]
- A-20G-35-DO 43-10052, ex-Fuerza Aérea soviética, 14, Central Museum of the Air Forces at Monimo, Moscú, Rusia (en exposición).[19][20][21][22]
- A-20G-40-DO c/n 21274 42-21627, ex-312th BG/387th BS, Pima Air and Space Museum, Tucson, Arizona (en restauración).[23]
- A-20G-40-DO c/n 21311 43-21664, ex-Fuerza Aérea Soviética, Hunt Aircraft Recoveries, Inglaterra (almacenado).
- A-20G-45-DO c/n 21844 43-22197 (N34920), ex-Hughes Aircraft, Fantasy of Flight Museum ("Weeks Air Museum"), Tamiami, FL (en restauración).[24]
- A-20G-45-DO c/n 21847 43-22200 (N63004), T Little Joe, Museo Nacional de la Fuerza Aérea de los Estados Unidos, Wright Patterson AFB, Dayton (Ohio) (en exposición).[25]

A-20H-DO Douglas-Santa Mónica.
- A-20H-5-DO c/n 23243 44-20 (N5066N), vendido en 1956 a Nicaragua, asignado a la FA de Nicaragua - FAN 50, Air Heritage, Beaver Falls, Pensilvania (en restauración).

A-20J-DO Douglas-Santa Mónica.
- A-20J-15-DO c/n 21356 43-21709 (N3WF), Lone Star Flight Museum, Galveston, Texas (exposición) nota: vendido a Australia.

A-20K-DO Douglas-Santa Mónica.
- A-20K-10-DO c/n 23762 44-539, ex-brasileño AF FAB6085 85, Museo Aeroespacial Campo dos Afonsos AB, Río de Janeiro, Brasil (exposición).

## Especificaciones (DB-7B, Boston Mk III)

### Características generales
- Tripulación: 2-3
- Longitud: 14,6 m (48 ft)
- Envergadura: 18,7 m (61,3 ft)
- Altura: 5,4 m (17,6 ft)
- Superficie alar: 43,2 m² (465 ft²)
- Peso vacío: 6827 kg (15 046,7 lb)
- Peso máximo al despegue: 9215 kg (20 309,9 lb)
- Planta motriz: 2× motor radial de 14 cilindros refrigerado por aire Wright R-2600-A5B "Double Cyclone".
  - Potencia: 1268 kW (1700 HP; 1724 CV) cada uno.
- Hélices: 1× Tripala por motor.

### Rendimiento
- Velocidad máxima operativa (Vno): 546 km/h (339 MPH; 295 kt) a 3050 m
- Alcance: 1690 km (913 nmi; 1050 mi)
- Techo de vuelo: 7225 m (23 704 ft)
- Régimen de ascenso: 10,2 m/s (2008 ft/min)

### Armamento
- Armas de proyectiles: 

  - 4 ametralladoras fijas de 7,7 mm Browning en el morro
  - 2 ametralladoras flexibles de 7,7 mm Browning en la posición dorsal
  - 1 ametralladoras flexibles de 7,7 mm Vickers K, montada en la posición ventral
- Bombas: 1900 kg (4000 lb)

## Aeronaves relacionadas

### Desarrollos relacionados
- A-26 Invader

### Aeronaves similares
- Junkers Ju 88
- Messerschmitt Me 210
- North American B-25 Mitchell
- Martin B-26 Marauder
- Mitsubishi Ki-21
- Bristol Blenheim
- Bristol Beaufighter
- Petlyakov Pe-2

### Secuencias de designación
- Secuencia A-_ (Aviones de Ataque del USAAS/USAAC/USAAF, 1924-1947): ← A-17 - A-18 - A-19 - A-20 - A-21 - A-22 - A-23 →
- Secuencia P-_ (Cazas (Persecución) del USAAS/USAAC/USAAF/USAF, 1924-1962): ← XP-67 - XP-68 - P-69 - P-70 - XP-71 - XP-72 - P-73 →
- Secuencia F-_ (Aviones de Reconocimiento del USAAS/USAAC/USAAF/USAF (Prefijo F-), 1930-1948): F-1 - F-2 - F-3 - F-4 - F-5 - F-6 →
- Secuencia O-_ (Aviones de Observación del USAAC/USAAF, 1924-1942): ← O-50 - O-51 - O-52 - O-53 - O-54 - O-55 - O-56 →
- Secuencia B_D (Bombarderos de la Armada estadounidense, 1931-1943 (Douglas, 1922-1962)): BD